# Alcumena surinamensis
Alcumena surinamensis är en insektsart som först beskrevs av Schmidt 1911.  Alcumena surinamensis ingår i släktet Alcumena och familjen Tropiduchidae. Inga underarter finns listade i Catalogue of Life.